# Dorfkirche Wulkau

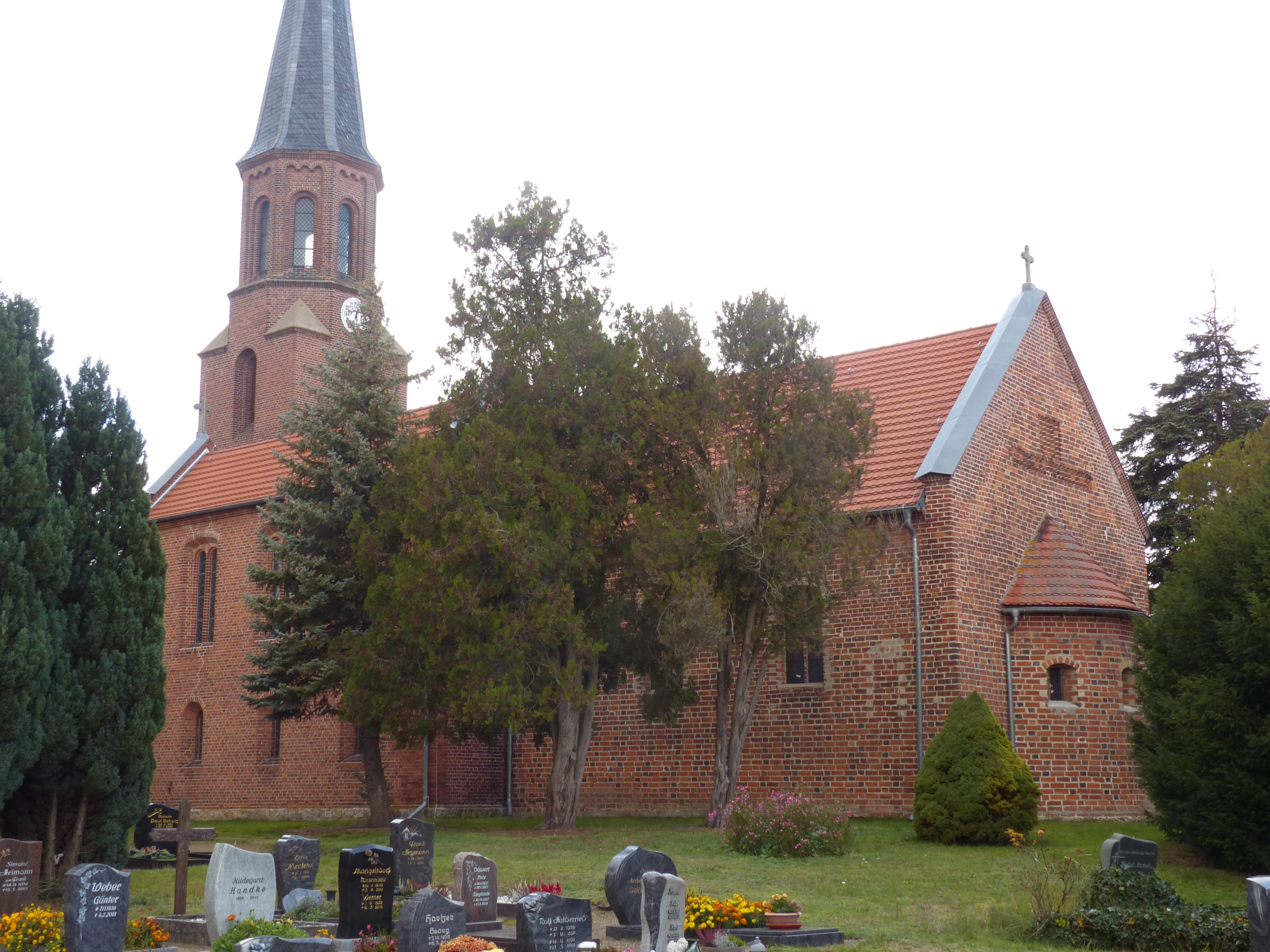
(früh-)gotischer Ostbau, neugotischer Westbau

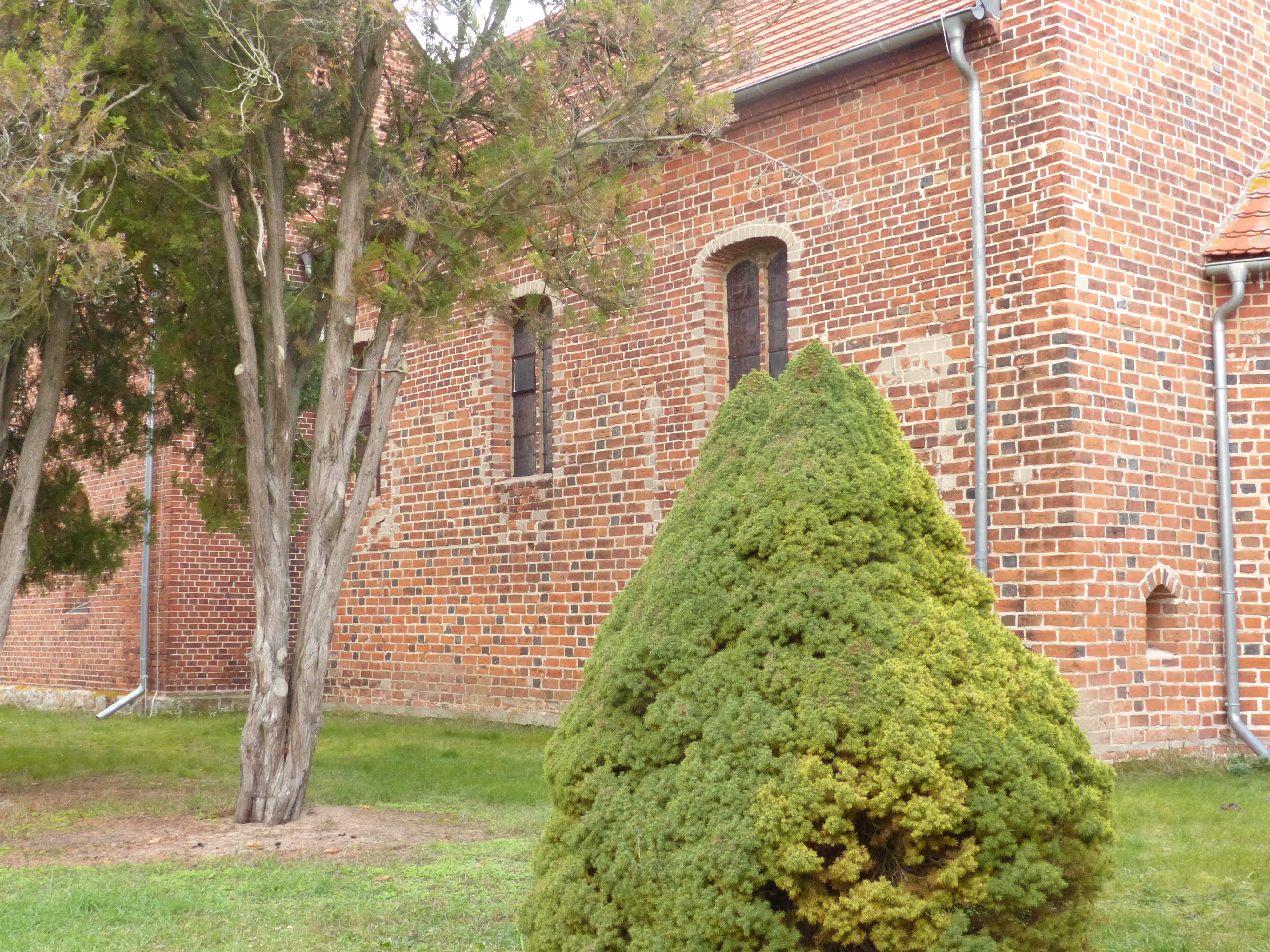
Älterer Teil der Kirche mit frühneuzeitlichen (?) Fenstern und Spuren älterer Fenster

Die Dorfkirche Wulkau ist die evangelische Kirche des Ortsteils Wulkau in der Gemeinde Kamern, gelegen im Nordosten Sachsen-Anhalts. Der Bau ist größtenteils neuromanisch.

## Geschichte
Die Apsis und einige weitere Bereiche im Osten des Bauwerks stammen noch aus der ersten Hälfte des 14. Jahrhunderts, wurden allerdings nachträglich verändert. Nach einem Blitzeinschlag und dem dadurch verursachten Brand im Jahr 1839 wurde das Kirchenschiff abgerissen und 1863–1864 als neuromanisches dreischiffiges Hallenlanghaus wieder aufgebaut.

## Architektur und Ausstattung

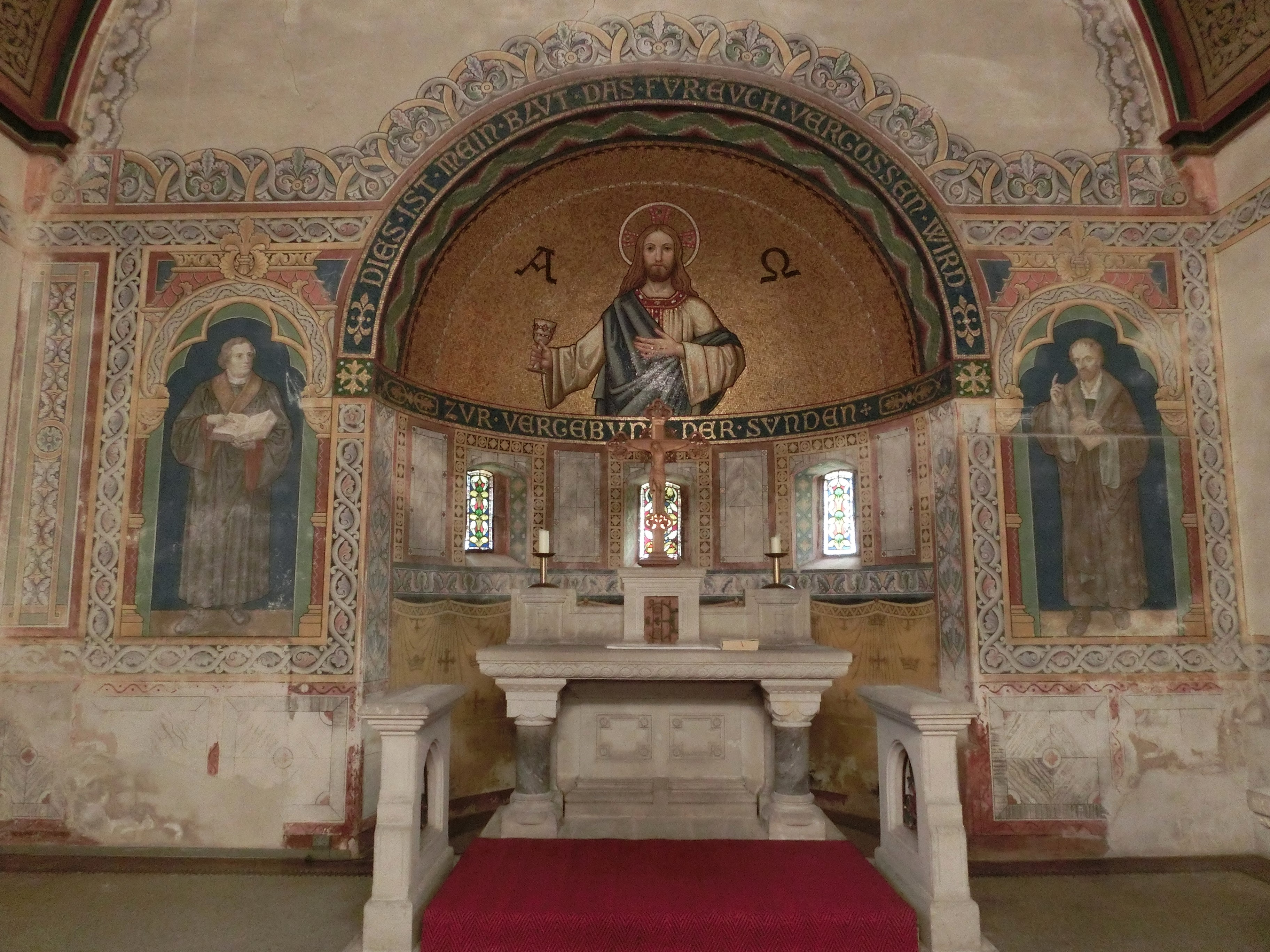
Innenraum mit neoromanischer Wandgestaltung, u. a. Apsis mit Mosaik

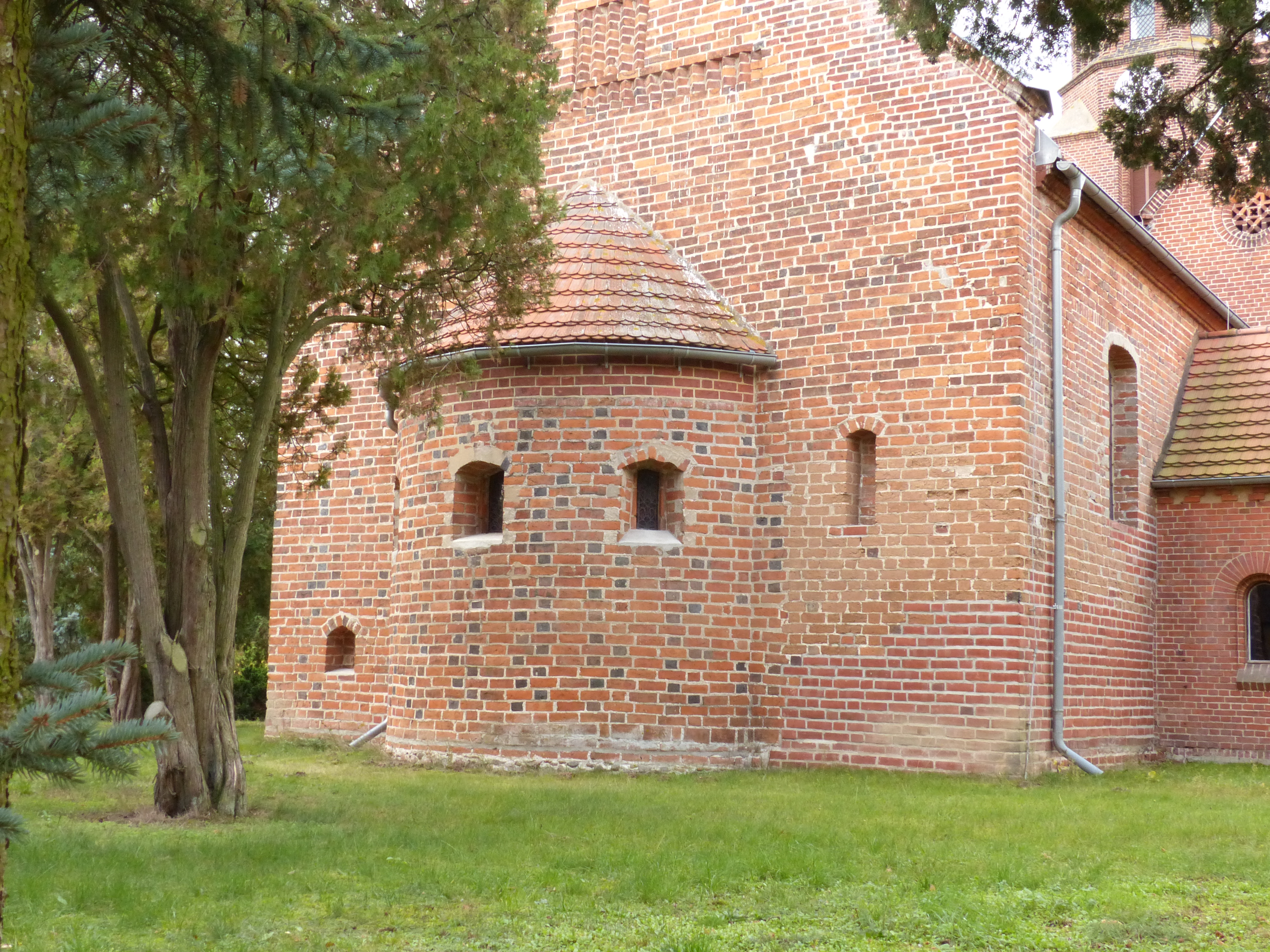
Ostgiebel mit Apsis. Die erkennbare frühere Dachkante weist auf eine ursprünglich niedrigere Traufenhöhe

Mittel- und Seitenschiffe sind jeweils mit einem Satteldach ausgestattet. Der bis zur 4. Etage quadratische Turm geht anschließend in ein Achteck über und besitzt ein Zeltdach. Die Decke des Kirchenschiffes ist im Westteil flach und im Ostteil als Tonnengewölbe ausgeführt. Die hölzerne Hufeisenempore aus dem Jahr 1865 wird von je zwei Rundbögen getragen.
Die Kuppel der Apsis ist mit einem Jesusbild aus Goldmosaik geschmückt. Es stammt von einem italienischen Künstler. Links und rechts der Apsis befinden sich Gemälde von Martin Luther und Philipp Melanchthon. Der steinerne Altar im neuromanischen Stil hat ein Tabernakel und weist links und rechts Brüstungen, ebenfalls aus Stein auf. Der Taufstein im gleichen Stil hat eine quadratische Form mit eingestellten Ecksäulen. Die geschnitzte Kanzel steht auf einer achteckigen Säule.
Die Orgel wurde, wie viele andere der Region, von Friedrich Hermann Lütkemüller im Jahr 1865 gebaut.
Ein Türblatt der Sakristei stammt aus dem Jahr 1655.